# Cross Club
Cross Club, nazývaný také Cross Club Prague, cross][club Prague nebo jen Crossclub, je multikulturní centrum, které nabízí průniky různých kultur a uměleckých žánrů a přístupů. Nachází se na Plynární ulici v Holešovicích v Praze 7.

## Historie a popis
Třípatrová budova Cross Club, který vznikl v roce 2002, se stal součástí pražské kultury a je respektován i v zahraničí. Každý den má ve svém repertoáru hudební program zaměřený na nemainstreamové hudební směry v živé nebo elektronické hudbě ve spojení s hudebním eklekticismem. Má dvě koncertní pódia na kterých lze vidět české i zahraniční hudební headlinery z rozmanité hudební produkce od dubu, dubstepu, breakbeatu, drum and bassu, reggae, ska, punk, rockabilly až po world music a také zkušebnu. Kromě hudebního vyžití je zde i prostor pro alternativní kulturu divadla, autorská čtení, vzdělávací centrum, cestovatelské besedy, filmy, besedy, gastronomické festivaly a v neposlední řadě i odpolední divadelní představení pro děti. Design klubu obsahuje futuristické předměty ze dřeva, plastů a převážně ocelových, často svařovaných soch, někdy vytvořených i z kovového odpadu (recyklované oceli), jež jsou dílem týmu Františka Sádry Chmelíka. Součástí celku jsou také bary, kavárny, restaurace s mezinárodní kuchyní a venkovní prostor.

### Ocenění
V roce 2014 byl Cross Club uveden v seznamu 25 nejlepších hudebních klubů Evropy v anketě odborníků v britském časopisu The Guardian.

## Další informace
Vstupné do Cross Clubu je nízké nebo žádné. Činnost klubu bývá občasně podpořena granty.

## Galerie

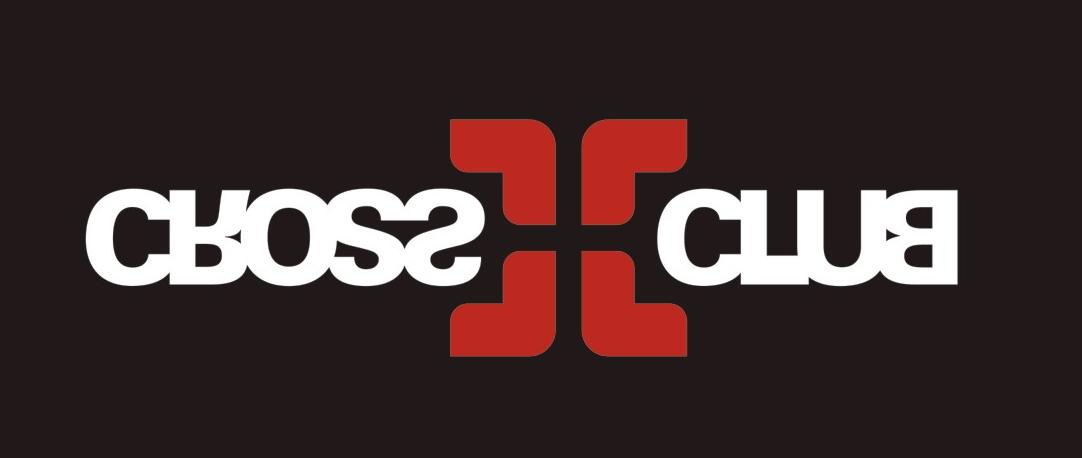
Logo klubu
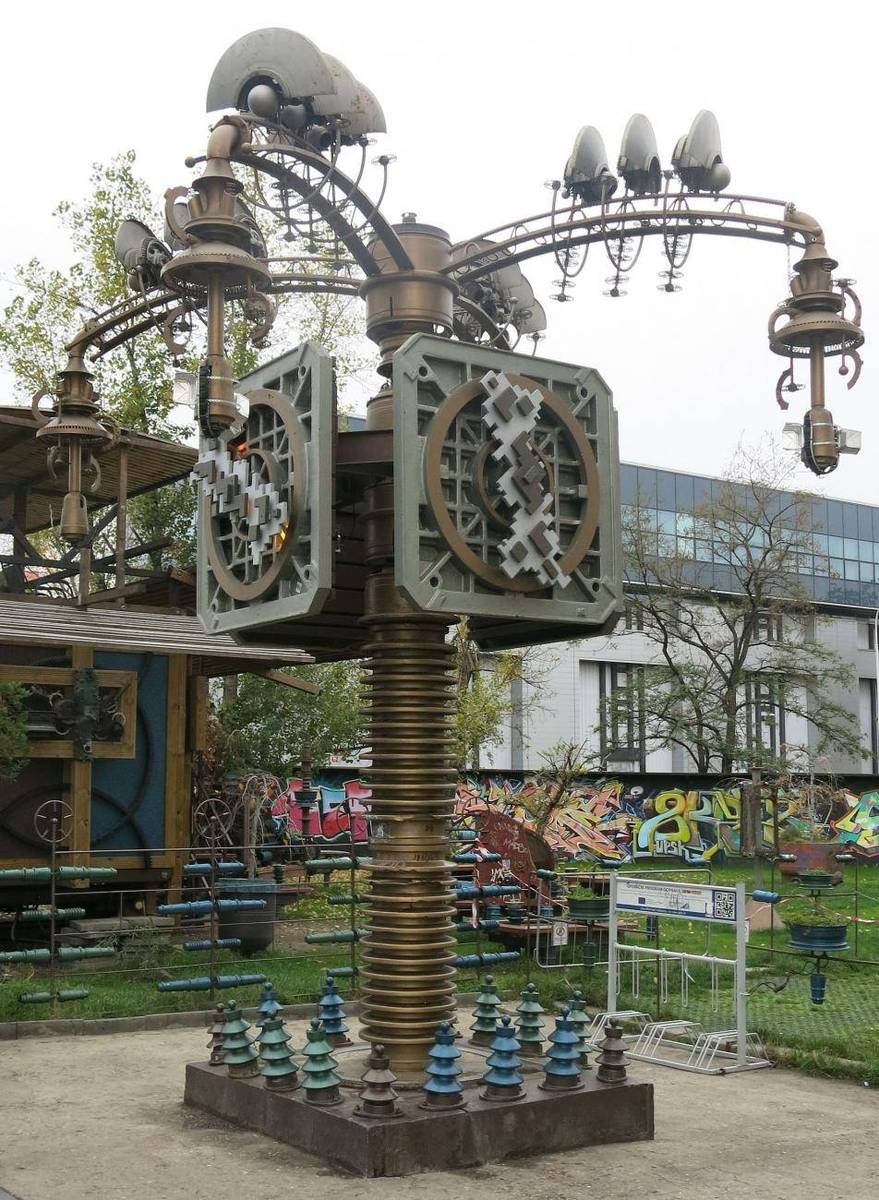
Ocelová socha
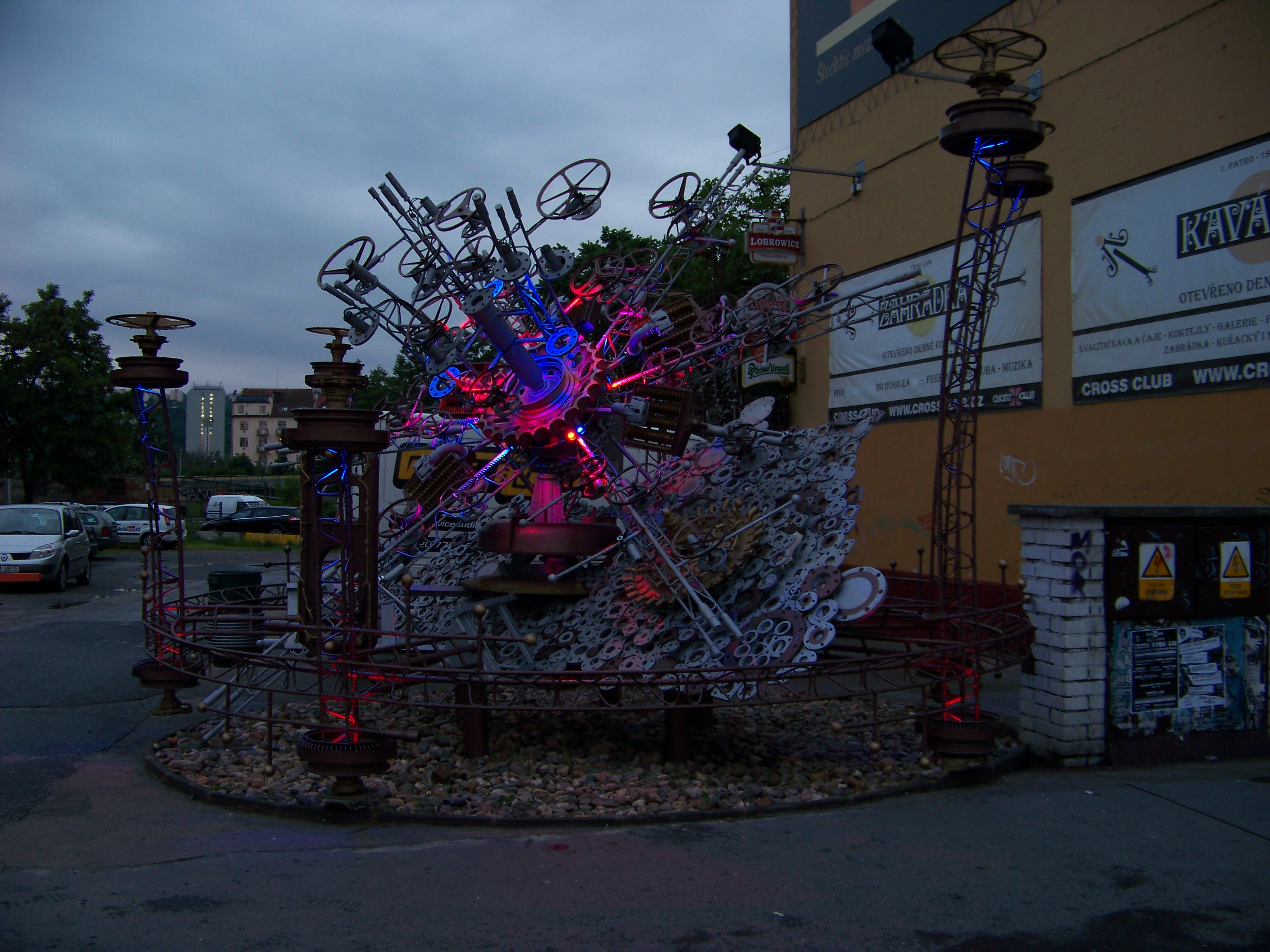
Ocelová socha
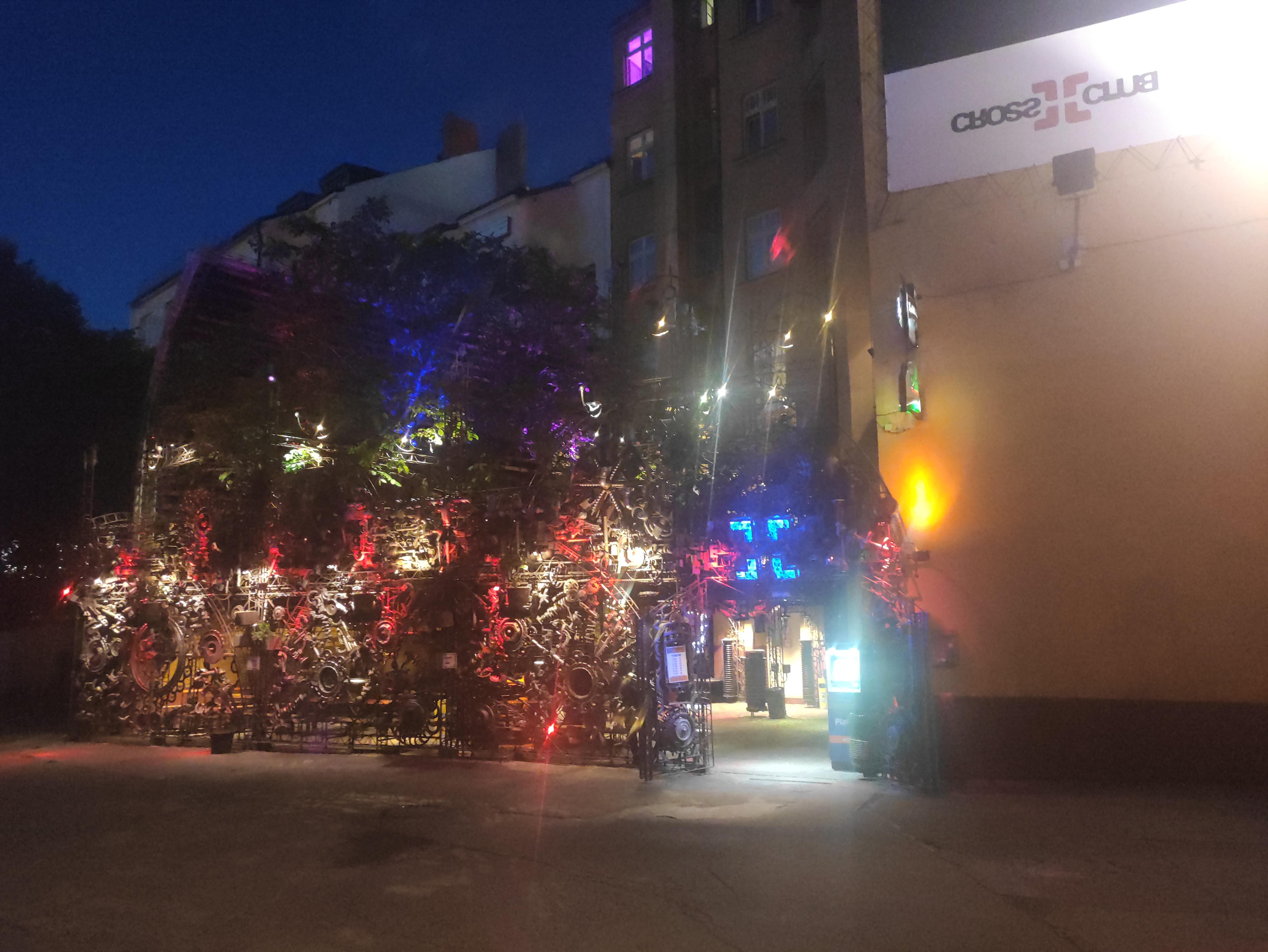
Exteriér v noci
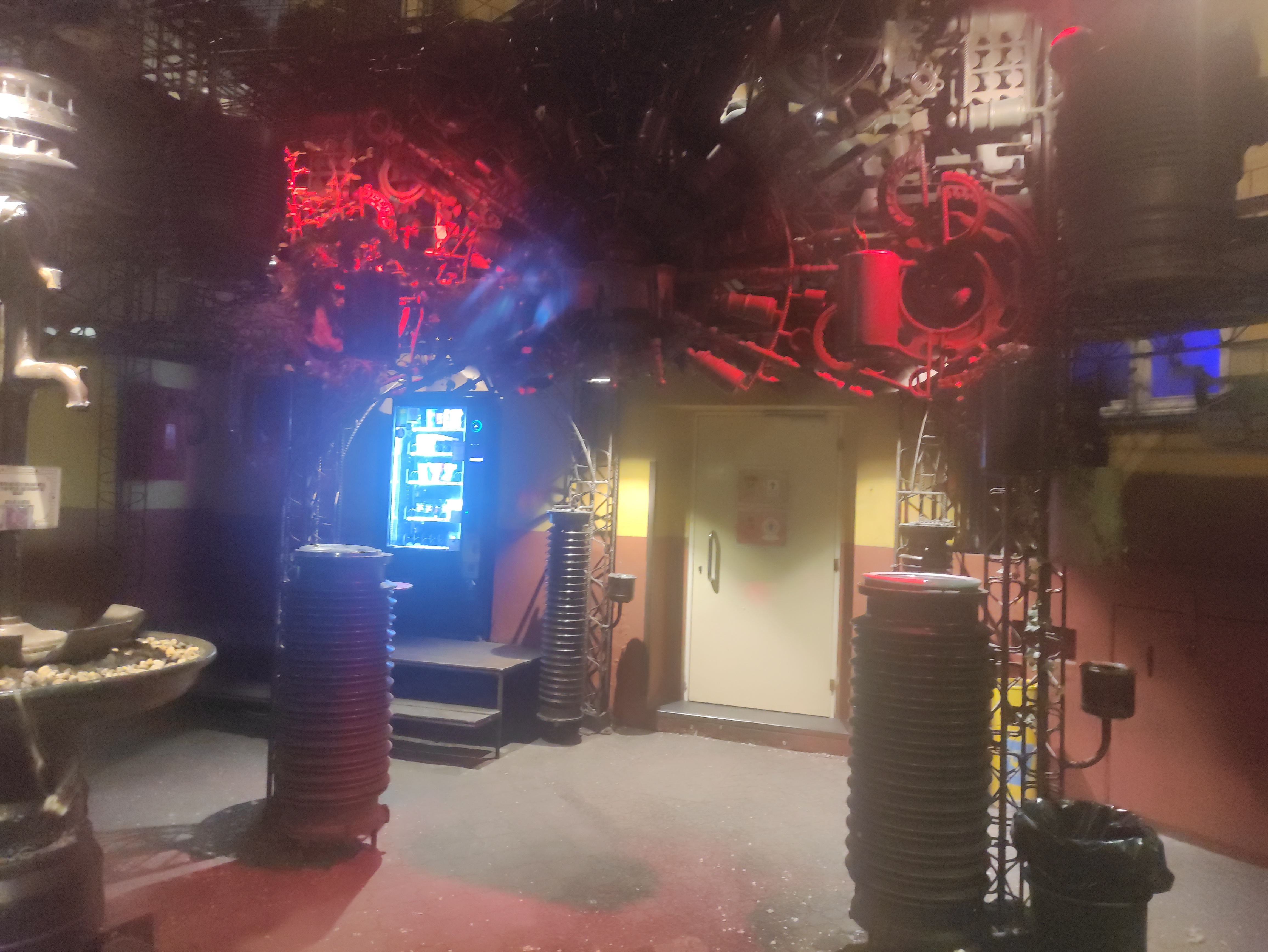
Vchod do budovy
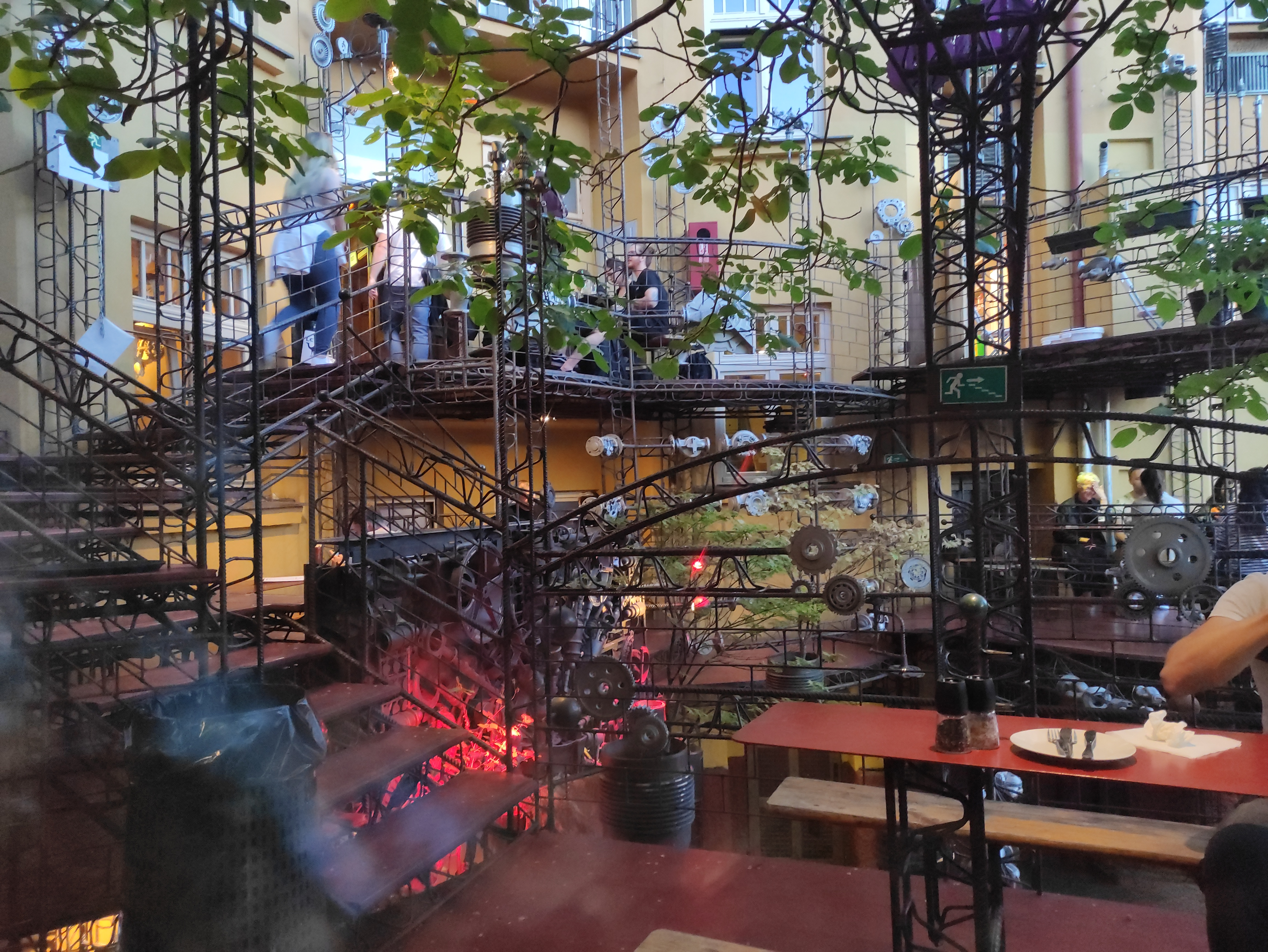
Zahrádka mezi patry domu
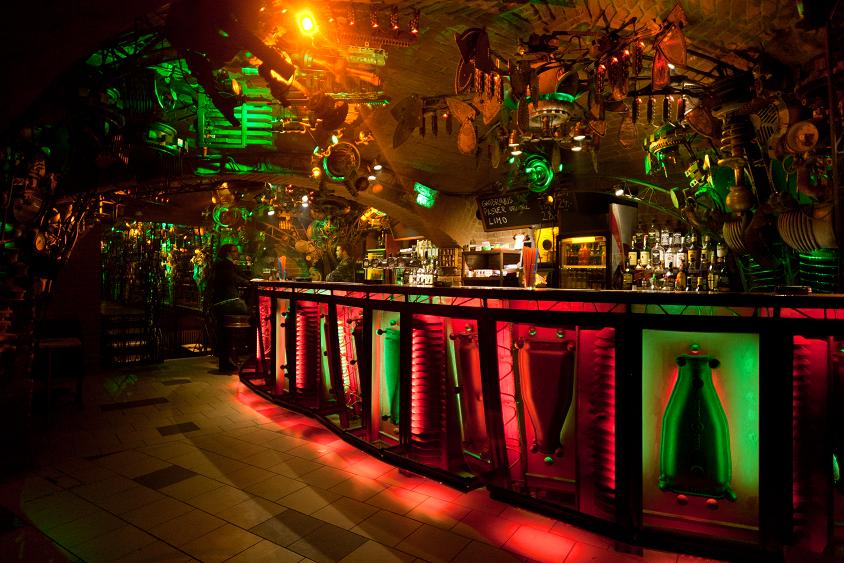
Bar